# ریچلند (شهرستان هولمز، میسیسیپی)
ریچلند (به انگلیسی: Richland) یک منطقهٔ مسکونی در ایالات متحده آمریکا است که در شهرستان هولمز، میسیسیپی واقع شده‌است. ریچلند ۹۹٫۰۶ متر بالاتر از سطح دریا واقع شده‌است.